# Leptocereus paniculatus
Leptocereus paniculatus är en kaktusväxtart som först beskrevs av Jean-Baptiste de Lamarck, och fick sitt nu gällande namn av David Richard Hunt. Leptocereus paniculatus ingår i släktet Leptocereus och familjen kaktusväxter. Inga underarter finns listade i Catalogue of Life.